# Entylomatales
Entylomatales es un orden de hongos tizón en la clase Exobasidiomycetes. Es un orden monotípico, contiene la familia Entylomataceae. La familia y el orden fueron circunscriptos en 1997.